# Guichet unique
Pour les articles homonymes, voir Unique.
Un guichet unique est un lieu administratif ou commercial regroupant la plupart des services offerts à sa clientèle.
De nombreuses administrations de par le monde proposent ce genre de service :
- En Union européenne, ils sont réunis sur le réseau EUGO de la commission européenne. On peut citer pour la France le Guichet d'entreprises, pour l'Espagne Ventanilla única et One stop shop au Royaume-Uni,
- En Australie, l'agence Centrelink est fondée sur un modèle très similaire.

En matière de rénovation énergétique, les guichets uniques (ou One-Stop-Shops) sont des structures centralisant l’accompagnement des particuliers dans leurs projets de rénovation énergétique. Ils offrent un point d’entrée unique pour lever les freins techniques, administratifs et financiers rencontrés par les propriétaires. Leur mission peut inclure le conseil, la coordination et parfois la mise en œuvre des travaux. Ils constituent un levier essentiel de la massification de la rénovation énergétique des bâtiments.
Depuis la refonte de la directive européenne sur la performance énergétique des bâtiments en 2024, les États membres doivent mettre en place des guichets uniques maillant leur territoire dans un délai de deux ans. En France, leur maillage territorial est dense et assuré par les Espaces Conseils France Rénov’ (ECFR). Certaines structures portées par les collectivités locales, comme les guichets du réseau SERAFIN, proposent un accompagnement complet et des solutions de financement innovantes. En Allemagne, l’offre est moins structurée.